# 和歌山県道244号有田川湯浅線
和歌山県道244号有田川湯浅線（わかやまけんどう244ごう ありだがわゆあさせん）は、和歌山県有田郡有田川町から有田郡湯浅町に至る予定の一般県道である。

## 概要
有田郡有田川町大字水尻から有田郡湯浅町大字湯浅に至る。
2024年（令和6年）に和歌山県が新規認定した路線である。和歌山県道20号有田湯浅線との重複区間以外の線形は不明。

### 路線データ
- 起点：有田郡有田川町大字水尻（国道42号交点）
- 終点：有田郡湯浅町大字湯浅（和歌山県道20号有田湯浅線上、和歌山県道23号御坊湯浅線交点）
- 総延長：6.459 km
- 実延長：3.771 km

## 歴史
- 2024年（令和6年）
  - 2月26日 - 和歌山県告示第175号により、有田川湯浅線が認定[1]。
  - 2月27日 - 和歌山県告示第186号により、道路の区域決定[2]。

## 路線状況

### 重複区間
- 和歌山県道20号有田湯浅線（有田郡湯浅町大字田 - 有田郡湯浅町大字湯浅（終点））

### 道路施設

#### 橋梁
- 逆川橋（仮称：有田郡湯浅町）
- 北橋（山田川、有田郡湯浅町、和歌山県道20号有田湯浅線重複区間内）

#### トンネル
- 1号トンネル（仮称）：延長525 m、有田郡湯浅町
- 新田坂トンネル：延長344 m、2013年（平成25年）竣工、有田郡湯浅町（和歌山県道20号有田湯浅線重複区間内）

## 地理

### 通過する自治体
- 和歌山県
  - 有田郡有田川町 - 有田郡湯浅町

### 交差する道路
| 交差する道路                                                   | 市町村名 | 市町村名 | 交差する場所 | 交差する場所 |
| -------------------------------------------------------------- | -------- | -------- | ------------ | ------------ |
| 国道42号未供用                                                 | 有田郡   | 有田川町 | 大字水尻     | 起点         |
| 和歌山県道20号有田湯浅線 重複区間起点                          | 有田郡   | 湯浅町   | 大字田       |              |
| 和歌山県道20号有田湯浅線 重複区間終点 和歌山県道23号御坊湯浅線 | 有田郡   | 湯浅町   | 大字湯浅     | 終点         |

### 沿線
- 湯浅町立田村小学校
- 湯浅町立田栖川小学校
- 栖原郵便局